# Leichtathletik-Weltmeisterschaften 1999/50 km Gehen der Männer
Das 50-km-Gehen der Männer bei den Leichtathletik-Weltmeisterschaften 1999 wurde am 25. August 1999 in den Straßen der spanischen Stadt Sevilla ausgetragen.
Weltmeister wurde der Italiener Ivano Brugnetti. Er gewann vor dem Russen Nikolai Matjuchin. Bronze ging an den US-Amerikaner Curt Clausen.

## Bestehende Bestmarken

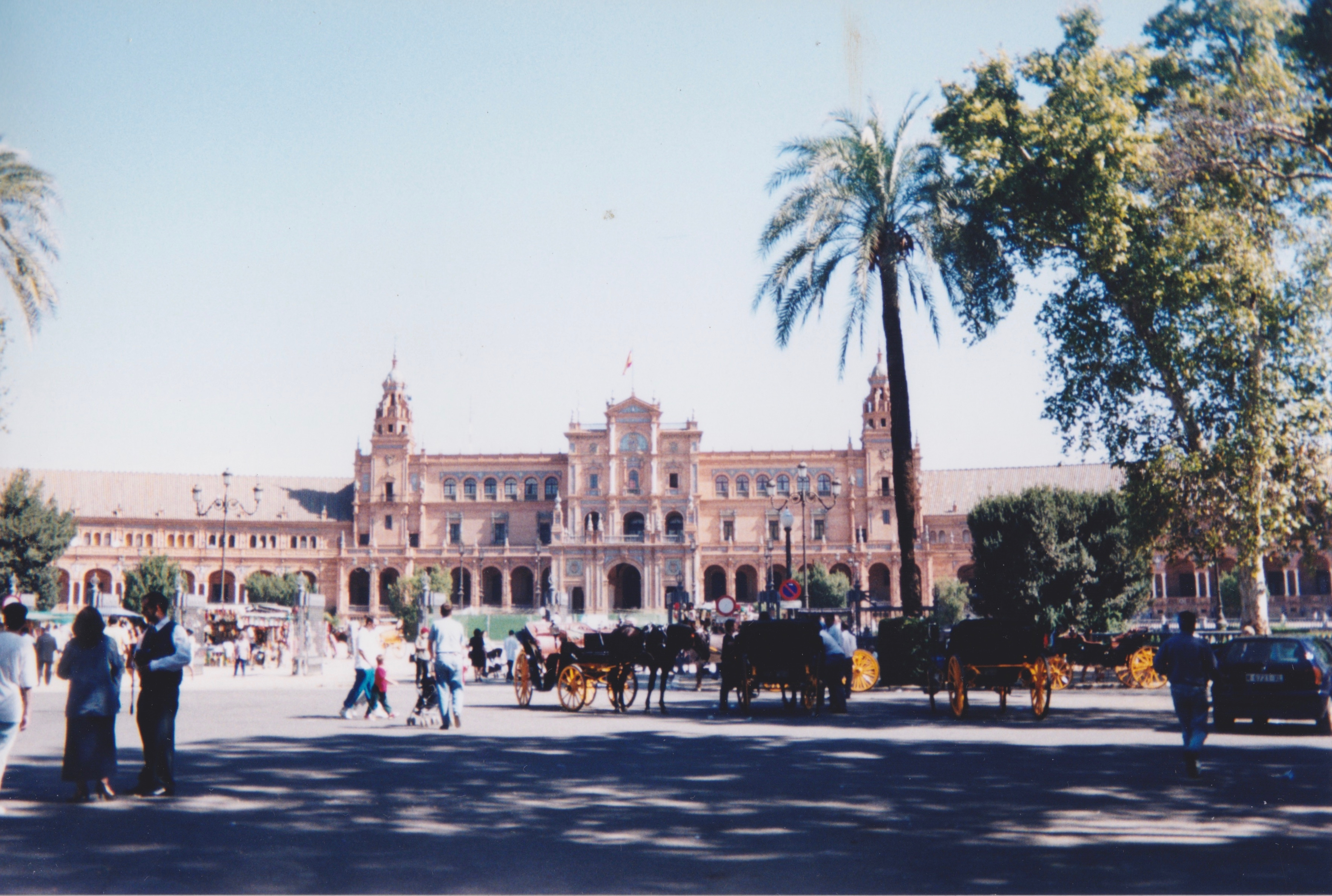
Plaza de España, Sevilla, im Jahr 1999

| Weltbestzeit | 3:37:41 h | Andrei Perlow     | Leningrad (heute St. Petersburg), Sowjetunion (heute Russland) | 5. August 1989  |
| WM-Rekord    | 3:40:53 h | Maurizio Damilano | WM 1987 in Rom, Italien                                        | 30. August 1987 |

Anmerkung:
Rekorde wurden damals im Marathonlauf und Straßengehen wegen der unterschiedlichen Streckenbeschaffenheiten mit Ausnahme von Meisterschaftsrekorden nicht geführt.
Der bestehende WM-Rekord wurde bei diesen Weltmeisterschaften nicht eingestellt und nicht verbessert.

## Doping
Der ursprüngliche Sieger German Skurygin aus Russland wurde nachträglich wegen der Verwendung von Gonadotropinen disqualifiziert und für zwei Jahre gesperrt.
Es gab vor allem zwei Leidtragende:
- Der italienische Weltmeister Ivano Brugnetti erhielt seine Goldmedaille erst nach German Skurygins Disqualifikation.
- Der US-Amerikaner Curt Clausen erhielt seine Bronzemedaille ebenfalls erst nach Skurygins Disqualifikation und konnte nicht an der Siegerehrung teilnehmen.

## Durchführung
Hier gab es keine Vorrunde, alle 51 Geher traten gemeinsam zum Finale an.

## Ergebnis

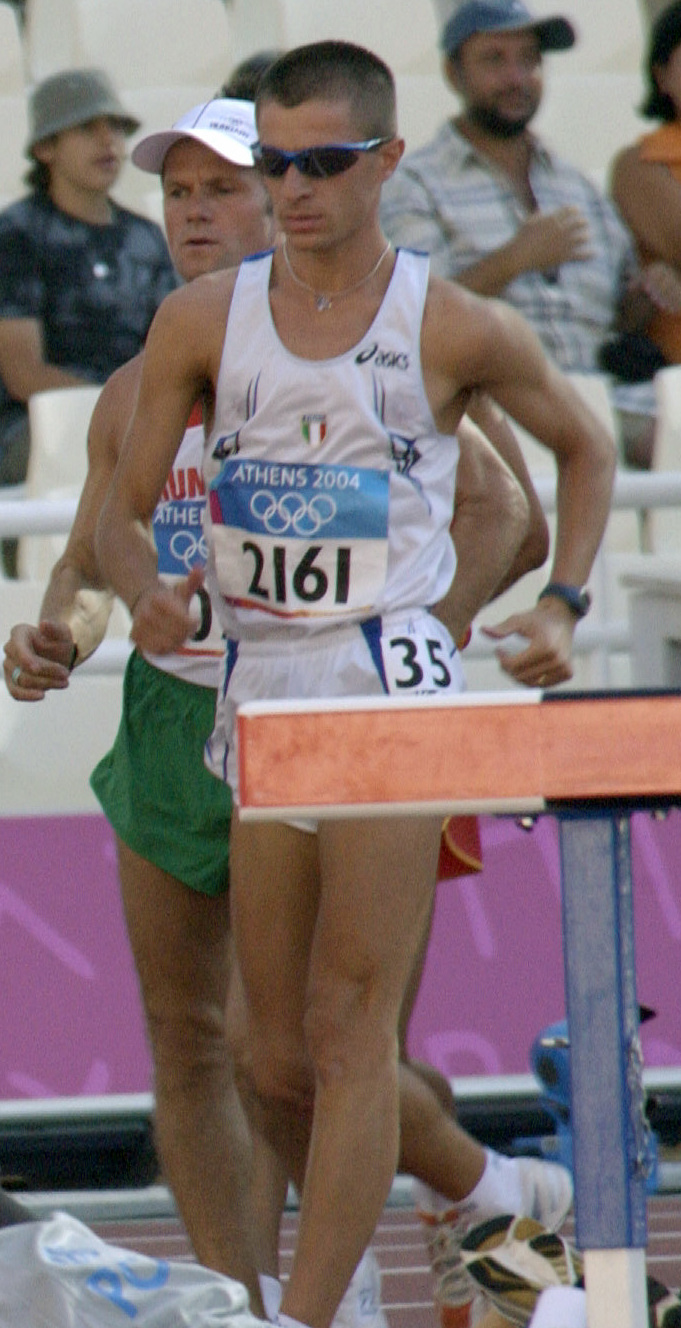
Weltmeister Ivano Brugnetti errang hier den größten Erfolg seiner Karriere

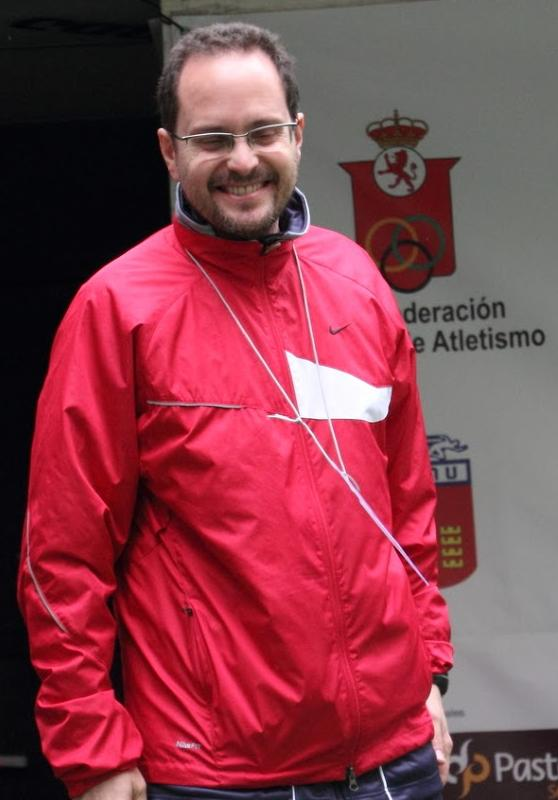
Valentí Massana, 1996 Olympiadritter sowie über 20 Kilometer 1993 Weltmeister, 1995 Vizeweltmeister und 1994 EM-Dritter, kam auf den vierten Platz

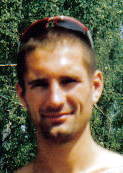
Roman Magdziarczyk belegte Rang neunzehn

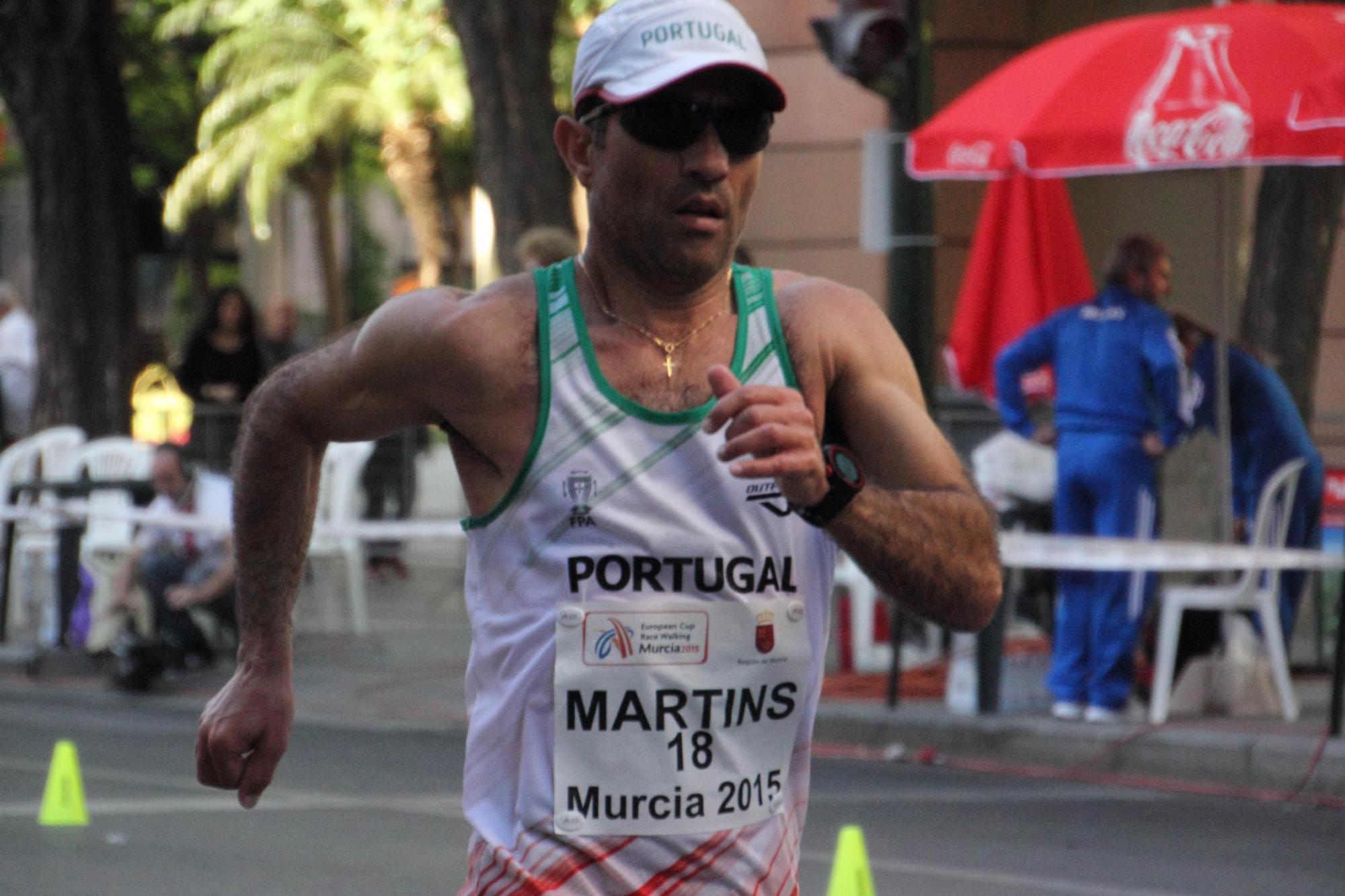
Pedro Martins wurde 21.

25. August 1999, 7:45 Uhr
| Platz | Name                    | Nation              | Zeit (h) |
| ----- | ----------------------- | ------------------- | -------- |
| 1     | Ivano Brugnetti         | Italien             | 3:47:54  |
| 2     | Nikolai Matjuchin       | Russland            | 3:48:18  |
| 3     | Curt Clausen            | USA                 | 3:50:55  |
| 4     | Valentí Massana         | Spanien             | 3:51:55  |
| 5     | Robert Ihly             | Deutschland         | 3:53:47  |
| 6     | Arturo Di Mezza         | Italien             | 3:53:50  |
| 7     | Craig Barrett           | Neuseeland          | 3:54:38  |
| 8     | Yang Yongjian           | Volksrepublik China | 3:55:23  |
| 9     | René Piller             | Frankreich          | 3:56:39  |
| 10    | Modris Liepinš          | Lettland            | 3:57:11  |
| 11    | Theódoros Stamatópoulos | Griechenland        | 3:58:37  |
| 12    | Dion Russell            | Australien          | 3:59:23  |
| 13    | Aleksandar Raković      | BR Jugoslawien      | 3:59:56  |
| 14    | Ma Hongye               | Volksrepublik China | 4:01:28  |
| 15    | Fumio Imamura           | Japan               | 4:01:47  |
| 16    | Miloš Holuša            | Tschechien          | 4:03:20  |
| 17    | Spirídon Kastánis       | Griechenland        | 4:03:59  |
| 18    | Wang Yinhang            | Volksrepublik China | 4:04:57  |
| 19    | Roman Magdziarczyk      | Polen               | 4:05:10  |
| 20    | Gyula Dudás             | Ungarn              | 4:05:58  |
| 21    | Pedro Martins           | Portugal            | 4:06:31  |
| 22    | Bengt Bengtsson         | Schweden            | 4:09:34  |
| 23    | Carlos Mercenario       | Mexiko              | 4:09:40  |
| 24    | Denis Franke            | Deutschland         | 4:10:16  |
| 25    | Pascal Servanty         | Frankreich          | 4:11:02  |
| 26    | Santiago Pérez          | Spanien             | 4:11:30  |
| 27    | Akihiko Koike           | Japan               | 4:18:43  |
| 28    | Jeff Cassin             | Irland              | 4:20:43  |
| 29    | Klaus David Jensen      | Dänemark            | 4:32:06  |
| DNF   | Jewgeni Schmaljuk       | Russland            |          |
| DNF   | Sergei Korepanow        | Kasachstan          |          |
| DNF   | Sylvain Caudron         | Frankreich          |          |
| DNF   | Trond Nymark            | Norwegen            |          |
| DNF   | Valentin Kononen        | Finnland            |          |
| DNF   | Jesús Ángel García      | Spanien             |          |
| DNF   | Viktor Ginko            | Belarus             |          |
| DNF   | Giovanni Perricelli     | Italien             |          |
| DNF   | Joel Sánchez            | Mexiko              |          |
| DNF   | Miguel Ángel Rodríguez  | Mexiko              |          |
| DSQ   | Aigars Fadejevs         | Lettland            |          |
| DSQ   | Peter Tichy             | Slowakei            |          |
| DSQ   | Denis Trautmann         | Deutschland         |          |
| DSQ   | Zujus Daugvinas         | Litauen             |          |
| DSQ   | Jacob Sørensen          | Dänemark            |          |
| DSQ   | Tomasz Lipíec           | Polen               |          |
| DSQ   | Zoltán Czukor           | Ungarn              |          |
| DSQ   | Andrew Hermann          | USA                 |          |
| DSQ   | Tim Berrett             | Kanada              |          |
| DSQ   | Robert Korzeniowski     | Polen               |          |
| DSQ   | Allen Heppner           | USA                 |          |
| DOP   | German Skurygin         | Russland            |          |
| DNS   | Igor Kollár             | Slowakei            |          |

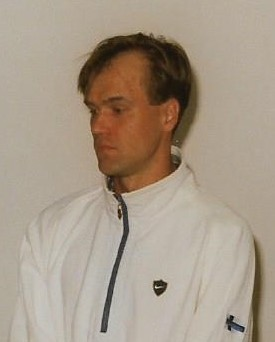
Valentin Kononen, 1995 Weltmeister und 1993 Vizeweltmeister, erreichte diesmal nicht das Ziel
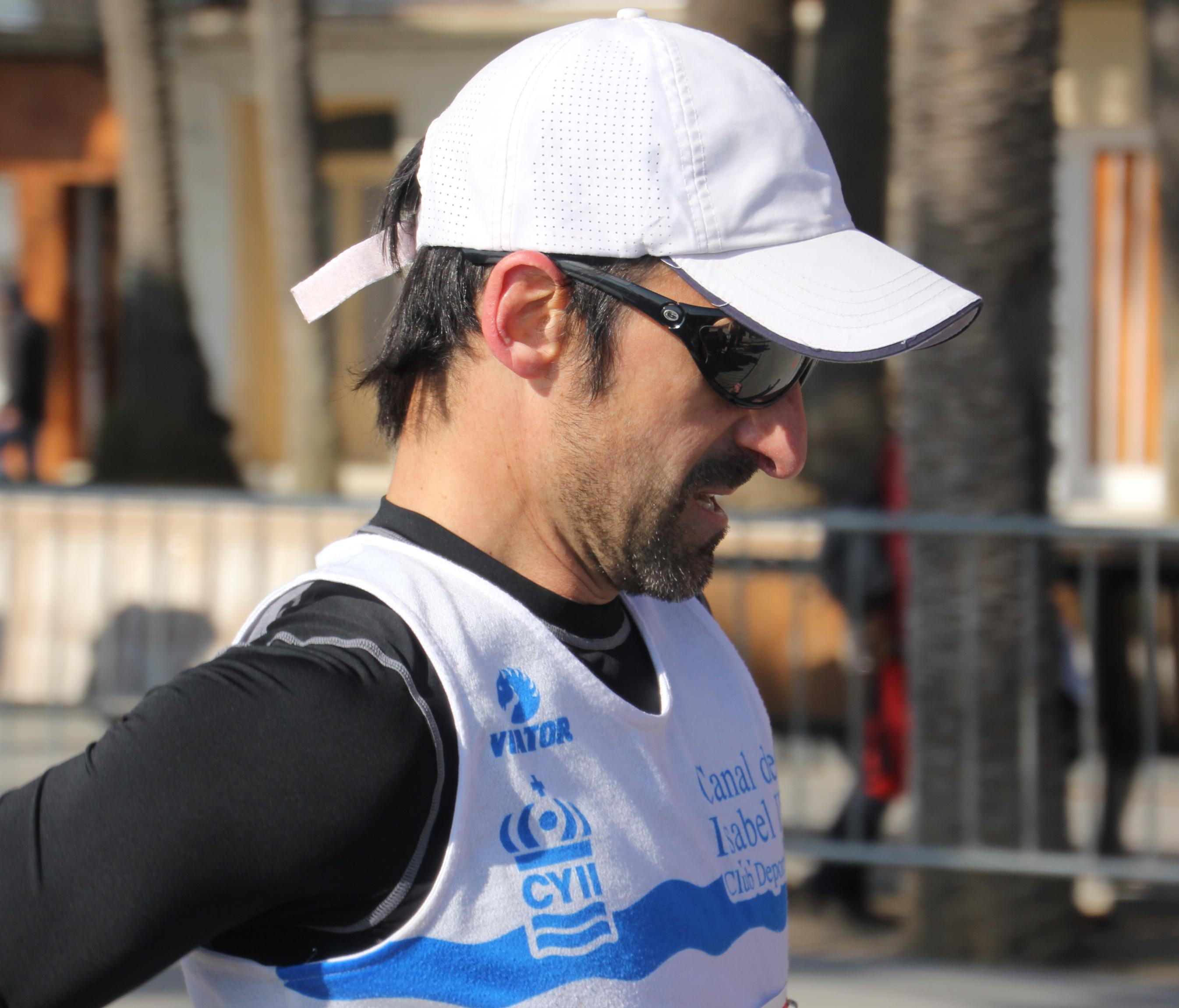
Jesús Ángel García – nicht im Ziel
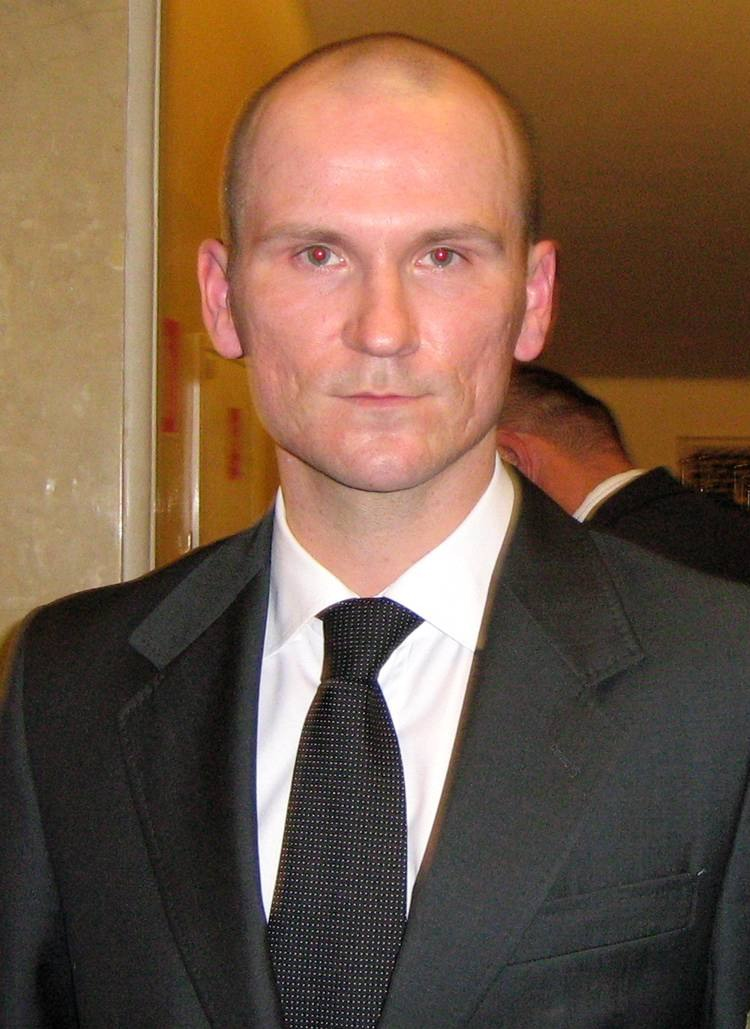
Tomasz Lipíec (hier als Politiker im Jahr 2007) wurde disqualifiziert
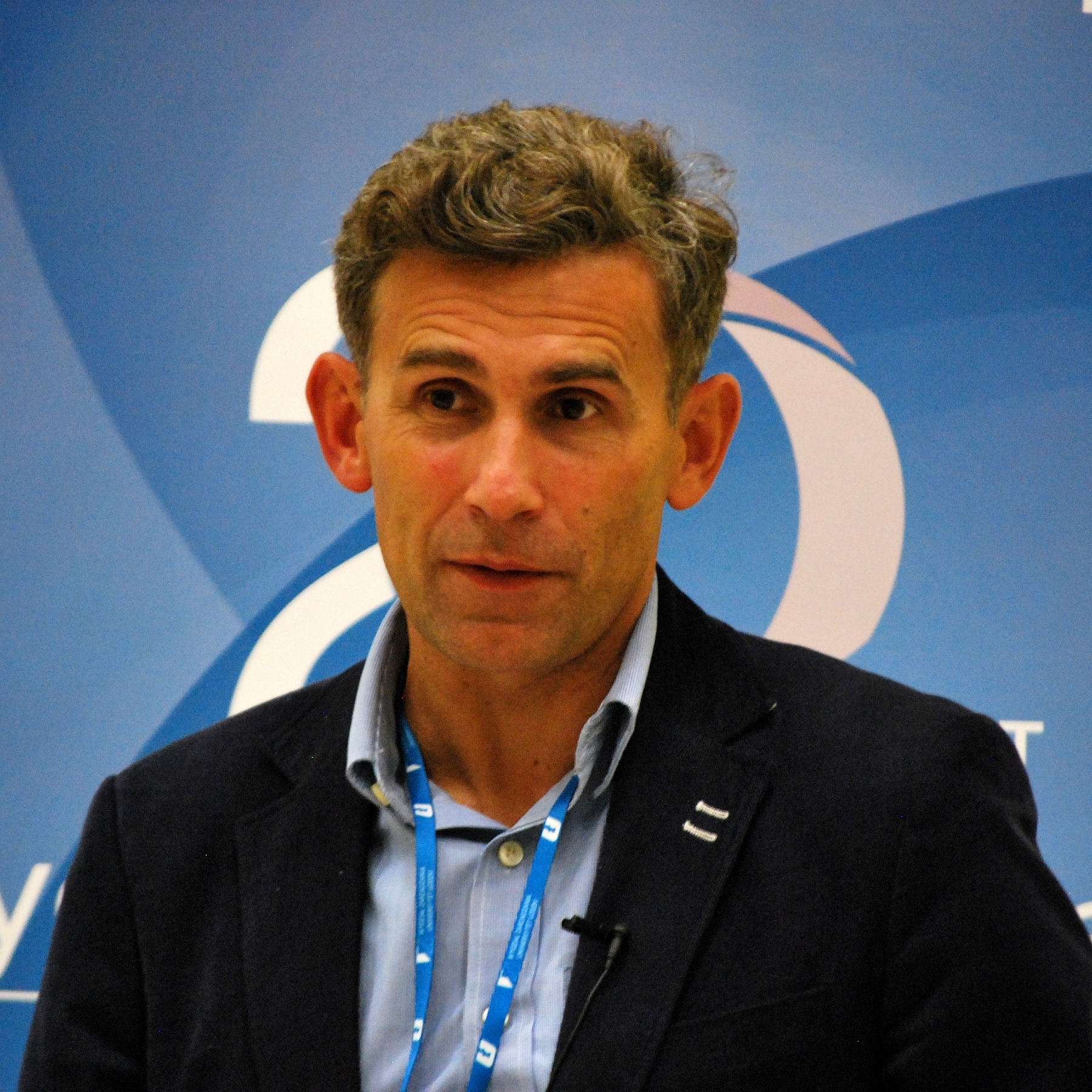
Titelverteidiger Robert Korzeniowski (Foto: 2014), 1996 Olympiasieger, 1995 WM-Dritter und 1998 Europameister – disqualifiziert

## Video
- 1999 IAAF World Athletics Championships - Men's 50km Walk Final auf youtube.com, abgerufen am 17. Juli 2020